# Luca Bassanese
Luca Bassanese (Vicenza, 18 dicembre 1975) è un cantautore italiano.

## Biografia
Sono tre le tappe importanti che segnano la strada che Luca Bassanese deciderà di intraprendere nel suo percorso artistico: l'ascolto assiduo del Volume 3º di Fabrizio De André, il contatto quotidiano con il padre armonicista e l'incontro con il compositore, autore e regista Stefano Florio con il quale inizia un sodalizio artistico ed umano che lo porterà a collaborare nella realizzazione dei suoi album e dei suoi spettacoli.
Artista in sintonia con i movimenti ambientalisti e di impegno civile, viene scoperto dal grande pubblico nel 2004 quando con il brano Confini, è vincitore alla XV edizione del Premio Recanati Musicultura.
Nel marzo 2009 pubblica il suo primo libro dal titolo Soltanto per amore, poesie, lettere e momenti di vita edito da Buenaonda Edizioni e tiene per la Comunità San Benedetto al Porto di Don Andrea Gallo un concerto nella storica Piazza del Campo a Genova, per "Faber e la città vecchia - giornata di musica, arte, dialoghi e poesia". Nell'ottobre dello stesso anno esce Duemila Papaveri Rossi, raccolta di canzoni dedicate a Fabrizio De André, che include la versione de Il bombarolo interpretata da Luca Bassanese con la Kocani Orkestar della Macedonia.
Nel suo terzo album Il futuro del mondo tratta il tema dell'inquinamento con un brano dal titolo La leggenda del pesce petrolio in sostegno all'Associazione Sea Shepherd per la salvaguardia delle specie marine in via d'estinzione.
Dallo stesso album il brano L'acqua in bottiglia diviene manifesto della campagna referendaria per l'acqua pubblica.
il 6 aprile del 2008 sul palco con il Premio Nobel Dario Fo interpreta un'inedita versione della canzone Ho visto un re all'interno della manifestazione Vicenza Libera. 
Con Un nuovo mondo è possibile! per la regia di Stefano Florio, porta in scena assieme a Domenico Finiguerra (Sindaco di Cassinetta di Lugagnano) uno spettacolo teatrale che sostiene tra i temi principali lo stop al consumo di territorio.
Con due spettacoli distinti nel luglio 2010 Luca Bassanese inaugura assieme a Marco Paolini il “Parco della Pace” a Vicenza; nella stessa città nel maggio 2011 tiene un concerto spettacolo a due voci assieme al cantautore Eugenio Finardi dal titolo Di generazione in generazione nella magnifica cornice della Piazza dei Signori. Durante l'esibizione la comparsa di uno striscione di notevoli dimensioni riportante la scritta: "Bassanese: Extraterrestre portalo via" suscita l'ilarità della piazza e dei due artisti che ringraziano i numerosi fan presenti.
Il brano Santo subito, dai ritmi Klezmer e Balcanici, presente nell'album La Società dello Spettacolo, diviene sigla d'apertura del programma Il Comunicattivo condotto quotidianamente da Igor Righetti su Rai Radio 1 e in febbraio 2012 fa da colonna sonora all'omonimo carro satirico di prima categoria, vincitore del Carnevale di Viareggio, Carnevale d'Italia nel mondo, 2012.
Luca Bassanese entra a far parte della famiglia di Radio Chango con sede a Barcellona, tra gli artisti: Manu Chao. L'incontro nasce dalla pubblicazione del suo album Al mercato nella versione in lingua spagnola dal titolo El mercado
Il 7 dicembre 2012, Rai 1 all'interno della storica rubrica di approfondimento del TG1, TV7, trasmette uno speciale sul tema della Costituzione e dell'impegno civile nell'arte e nella musica d'autore, nel quale è presente per la salvaguardia e la difesa dei beni comuni Luca Bassanese, oltre ad artisti, tra cui, Roberto Benigni, Fabrizio De André, Giorgio Gaber, Franco Battiato, Antonello Venditti, con un estratto dal video della canzone Qui si fa l'Italia o si muore prima traccia del suo quinto album La rivoluzione, che vede la produzione di Stefano Florio per Buenaonda.
L'8 gennaio del 2013 Rai News 24 dedica un'intervista a Luca Bassanese a cura della telegiornalista Patrizia Morgani nella quale l'artista esprime la sua posizione sul tema della nonviolenza parlando del suo ultimo album La rivoluzione.
La poliedricità di Luca Bassanese come autore lo ha portato a collaborare nella scrittura con numerosi artisti, alcuni anche distanti dal suo universo musicale; tra questi, Lost (gruppo musicale) e Decò (gruppo musicale).
il 6 luglio del 2013 con il suo spettacolo concerto Per l'acqua, per la terra, per la dignità dei popoli è nella Top 10 del "Miglior Live dell'Anno" indetta dal MEI e dalla Rete dei Festival
l'8 settembre 2013 riceve il PREMIO VRBAN Eco-festival 2013 per la sua continua ricerca e impegno attraverso la propria musica e scrittura alle tematiche di sostenibilità sociale ed ambientale. Il premio è consegnato da Giordano Sangiorgi presidente di Audiocoop e MEI durante la presentazione del M.E.I. 2.0 – “20 anni del neo-folk italiano”
Luca Bassanese in Francia per la promozione del suo ultimo album Popolare contemporaneo il 23 novembre ottiene grande successo di pubblico e critica, con un concerto al prestigioso Cabaret Sauvage di Parigi per Le Bal Rital.
il 10 dicembre 2013 con il suo spettacolo concerto Per l'acqua, per la terra, per la dignità dei popoli è in scena al Teatro Sant'Alfonso Maria de' Liguori di Pagani (SA) in occasione del Premio Nazionale per l'Impegno Civile "Marcello Torre" con il ricavato devoluto al Comune di Lampedusa per le iniziative di accoglienza e sostegno ai migranti.
l'11 dicembre viene conferito a Luca Bassanese l'Attestato di Merito per l'impegno civile al Premio Nazionale "Marcello Torre".
Luca Bassanese il 10 ottobre del 2014 torna nuovamente in Francia questa volta accompagnato da una nuova formazione nata sul palco del Cabaret Sauvage di Parigi, la Tarantella Circus Orchestra, con due concerti distinti, presso la sala Le Zéphyr a Châteaugiron e allo Chapiteau di Parc du Thabor di Rennes, capitale Bretone, per il Festival di musica internazionale Le Grand Soufflet di Bretagna dove viene definito come "Il menestrello, attivista, poeta e musicista italiano che critica l'austerità convocando fanfare e tarantelle trans alpine, in una grande operetta felliniana popolare e mondiale. Musicista, Luca Bassanese, cresciuto con i dischi di Fabrizio De André e ravvivato dal potente folklore delle due rive adriatiche (quella italiana e quella balcanica) che soffia sul braciere acceso dell'impegno sociale italiano con folate di fiati klezmer e ventate calde di opera buffa. Il suo è uno spettacolo moderno, circense e straordinario, nuova pietra miliare nella sua opera di restaurazione della grande musica popolare italiana." (Festival internazionale "Le Grand Soufflet" – Rennes, Francia)
In occasione del concerto a Rennes (Francia), standing ovation per Luca Bassanese e la Tarantella Circus Orchestra a mezz'ora dall'inizio dello spettacolo
Il 4 aprile 2015 con una cerimonia ufficiale presso il Centro Congressi Principe di Piemonte a Viareggio, gli viene consegnato il premio per la migliore colonna originale Icilio Sadun dedicato a Roberta Bartali, grazie alla canzone Ola Ola Ola (Tu sei Superman, tu hai venduto Peter Pan) scritta assieme allo scrittore, attore e attivista per l'ambiente, Jacopo Fo e al musicista, autore, compositore Stefano Florio
Un estratto dal testo del brano NO O.G.M. La terra è nostra! di Luca Bassanese apre il libro dal titolo Contro natura pubblicato da Rizzoli (maggio 2015) del chimico Dario Bressanini e della biotecnologa Beatrice Mautino. Gli autori citano più volte l'artista nell'introduzione del libro assieme a Jacopo Fo, ospite con il coro delle Mondine di Bentivoglio all'interno del suddetto brano scritto da Luca Bassanese e Stefano Florio per l'album "Quando piove tutti cercano riparo tranne gli alberi che hanno altro a cui pensare".
Luca Bassanese riceve il 4 ottobre al MEI (Meeting delle Etichette Indipendenti) di Faenza la "Targa MEI miglior artista per la salvaguardia della musica popolare italiana con particolare riferimento alle tematiche della sostenibilità ambientale, culturale e sociale"
Il 4 agosto 2017 con il tour Colpiscimi felicità in occasione dell'uscita del suo nuovo album, è ospite al festival internazionale Dranouter Festival in Belgio e al Theaterfestival Boulevard nei Paesi Bassi dove riscuote un grande successo di pubblico e critica proseguendo poi in Italia con le date del tour
Dopo il concerto tenutosi in Svizzera al Paléo Festival Nyon, il 15 febbraio del 2019 esce l'album Live at Paléo Festival Nyon - Switzerland registrato dall'Unione europea di radiodiffusione, concerto nel quale oltre ai classici del suo repertorio, esegue un'interpretazione inedita del brano Malarazza nella versione di Domenico Modugno. Sempre nel mese di febbraio viene annunciata ufficialmente la sua presenza all'edizione 2019 dello Sziget Festival di Budapest in Ungheria.
L’emittente pubblica Belga RTBF il 21 marzo del 2019 all’interno del programma Le monde est un village condotto da Didier Mélon dedica una puntata speciale di 58 minuti al concerto di Luca Bassanese tenutosi al Paléo Festival di Nyon
Con la canzone manifesto per il volontariato È il mondo che cambia (Keep your voice up) apre l’evento Ricuciamo insieme l’Italia per l’inaugurazione di Padova Capitale Europea del Volontariato in presenza del Presidente della Repubblica Sergio Mattarella 
Da Marzo 2020 durante il lockdown dovuto alla pandemia di Covid-19 Luca Bassanese avvia delle dirette livestream dalla propria abitazione a cui si collegano persone da tutta Italia e da diversi paesi del mondo. Nasce così Piazza Bassanese quale luogo di incontro per combattere l’isolamento sociale.
L’esperimento Piazza Bassanese raccoglie l’interesse anche del mondo accademico. L’Università di Padova il 12 aprile 2021 invita Luca Bassanese a tenere un Seminario Didattico dal titolo Resilienze musicali e sociali. Nascita e sviluppo di Piazza Bassanese per il corso di Studi di Scienze Sociologiche, insegnamento Sociologia della Cultura.
Un mese dopo il 21 maggio 2021 Luca Bassanese viene invitato dall’Università IUSVE di Venezia e Verona a tenere un incontro dal titolo Dall’indifferenza alla partecipazione. La musica di Luca Bassanese per i diritti degli offesi, una cittadinanza propositiva e una società solidale rivolto agli studenti dell’Area di Pedagogia e di Comunicazione ed Educazione.
Il 22 Settembre in prima serata la radio nazionale tedesca Deutschlandfunk trasmette l'intero concerto di Luca Bassanese registrato in Germania al Rudolstadt Festival  
Il 1 agosto 2023 l’album Reset! di Luca Bassanese è nella Top 10 della classifica internazionale WMCE (World Music Chart Europe) 

## Riconoscimenti
- 2004 - Con il brano Confini - Premio Recanati/Musicultura XV edizione
- 2013 - Premio Vrban Eco-festival 2013 "per la sua continua ricerca e impegno attraverso la propria musica e scrittura alle tematiche di sostenibilità sociale ed ambientale"
- 2013 - Attestato di Merito per l'Impegno Civile (Premio Nazionale "Marcello Torre")
- 2015 - Premio miglior colonna sonora originale "Icilio Sadun" dedicato a Roberta Bartali[30]
- 2015 - Targa MEI miglior artista per la salvaguardia della musica popolare italiana con particolare riferimento alle tematiche della sostenibilità ambientale, culturale e sociale[31]
- 2019 - Premio miglior colonna sonora originale Carnevale di Viareggio con il brano "Adelante"[32]

## Discografia

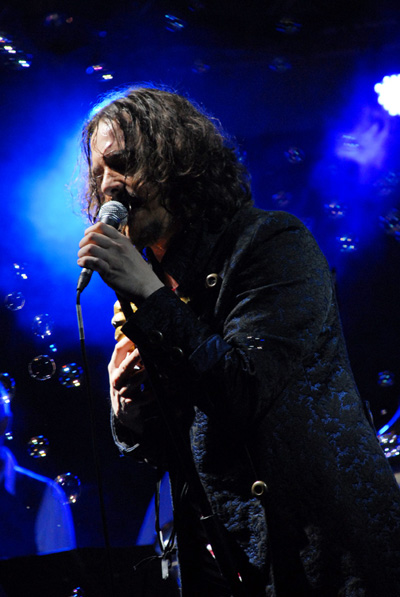
Luca Bassanese in concerto - Vicenza 2010

### Album
| Anno | Titolo                                                                            | Casa discografica            | Numero di catalogo |
| ---- | --------------------------------------------------------------------------------- | ---------------------------- | ------------------ |
| 2005 | Oggi che il qualunquismo è un'arte mi metto da parte e vivo le cose a modo mio    | X-Land                       | XL01               |
| 2006 | 'Al mercato                                                                       | X-Land/Venus                 | XL02               |
| 2008 | La società dello spettacolo                                                       | Buenaonda/Venus              | BO02               |
| 2010 | Il futuro del mondo                                                               | Buenaonda / Carosello        | BO07               |
| 2011 | C'è un mondo che si muove!                                                        | Buenaonda                    | BO09               |
| 2012 | La rivoluzione                                                                    | Buenaonda                    | BO12               |
| 2013 | Popolare contemporaneo - per l'acqua, per la terra per la dignità dei popoli      | Buenaonda                    | BO16               |
| 2014 | L'amore (è) sostenibile                                                           | Buenaonda                    | BO20               |
| 2015 | Quando piove tutti cercano riparo tranne gli alberi che hanno altro a cui pensare | Buenaonda                    | BO21               |
| 2017 | Colpiscimi felicità                                                               | Buenaonda / The Saifam Group | ATL1168-2          |
| 2019 | Live at Paléo Festival Nyon - Switzerland                                         | AIDA music / Ola ola music   | EAN4061707126871   |
| 2019 | Liberiamo l'elefante! Venite gente, pim, pum, pam                                 | AIDA music / Ola ola music   | EAN4061707237485   |
| 2020 | Piazza Bassanese Vol.1                                                            | AIDA music / Ola ola music   | EAN4061707589119   |
| 2021 | Piazza Bassanese Vol.2                                                            | AIDA music / Ola ola music   | EAN4061707715129   |
| 2023 | RESET!                                                                            | AIDA music / Ola ola music   | EAN4067248237168   |

## Spettacoli teatrali
- L'Italia Dimenticata – con canzoni di Domenico Modugno regia di Stefano Florio
- La Scuola siamo noi – con Alex Corlazzoli regia di Stefano Florio[33]
- Un Nuovo Mondo è Possibile – con Domenico Finiguerra, regia di Stefano Florio
- A Silva… la storia, la vita e l'arte di tramandarla attraverso la musica - regia di Stefano Florio

## Videografia
- A Silva - regia di Stefano Florio
- Maria - regia di Riccardo Papa
- Guernica - regia di Stefano Florio
- Santo Subito! - regia di Stefano Florio
- Canzone d'amore (contro la violenza sulle donne) - regia di Stefano Florio
- La leggenda del pesce Petrolio - regia di Stefano Florio, Marco Donazzan, Lorenzo Milan
- La Canzone del laureato - regia di Stefano Florio, con il Coro delle Mondine di Bentivoglio
- Qui si fa l'Italia o si muore - regia di Michele Piazza
- Signora speranza - regia di Michele Piazza
- Fuck Austerity! (prima che questo tempo ammazzi l'allegria) - regia di Michele Piazza
- Ho visto un re - regia di Michele Piazza
- La ballata dell'emigrante - regia di Francesco Mastronardo
- La Classe Operaia (Non va più in paradiso) - regia di Francesco Mastronardo
- Ola ola ola (tu sei Superman, tu hai venduto Peter Pan) - regia di Francesco Mastronardo
- Porca mediocrità - regia di Francesco Mastronardo
- Quando piove tutti cercano riparo tranne gli alberi che hanno altro a cui pensare - regia di Francesco Mastronardo
- Burocrazy - regia di Buenaonda
- Gli anni '70 ed io che ti amo - regia di Michele Piazza
- Sentirsi uno anche se siamo in due - regia di Michele Piazza
- Datemi un orto - regia di Livingston film Lab
- L'extraterrestre - regia di Livingston film Lab
- Siamo la pioggia e siamo il sole - regia di Michele Piazza
- Proxima Ventura - regia di Livingston film Lab
- Adelante - regia di Livingston film Lab
- Girotondo - regia di Livingston film Lab
- Segui la tua libertà - regia di Livingston film Lab
- Balla balla - regia di Livingston film Lab
- Colori della stessa natura - regia di Livingston film Lab
- Credo in una scuola - regia di Livingston film Lab
- Les Enfant (I Bambini) - regia di Livingston film Lab
- Passerà - regia di Livingston film Lab
- Quante volte (per questi giorni andati e strani) - regia di Livingston film Lab
- Democrisia - regia di Livingston film Lab
- Un uomo migliore - regia di Livingston film Lab
- Home sweet home (Save the planet) - regia di Livingston film Lab
- Soldati buoni e soldati cattivi - regia di Livingston film Lab
- Reset! - regia di Livingston film Lab
- Ridi Pagliaccio - regia di Livingston film Lab

## Cortometraggi
- Non sparate al giornalista – regia di Livingston film Lab

## Altri lavori
- 2006 - A Silva (DVD con il brano ed il video “A Silva” accompagnato da una ricerca storica multimediale a cura dell'IstReVi)